# Грохочинский, Станислав Карлович
Станислав Карлович Грохочинский (22 ноября 1899, Лодзь — 1 июля 1992, Вильнюс) — генерал-майор артиллерии ВС СССР, бригадный генерал Народного Войска Польского. В годы Великой Отечественной войны — начальник артиллерии 2-го корпуса ПВО г. Ленинград.

## Биография
Поляк. Проживал с 1905 года в Санкт-Петербурге. Окончил гимназию в 1918 году, некоторое время учился в Петроградском политехническом институте. В ноябре 1917 года вступил в Красную гвардию, с 1 декабря 1918 — красноармеец. Участник Гражданской войны, воевал против войск Юденича под Петроградом, а также на Южном фронте. В 1920 году — командир взвода, участник советско-польской войны, член РКП(б). Окончил военную школу в 1923 году, произведён в командиры батареи. В 1932 году окончил Военно-техническую академию имени Ф. Э. Дзержинского (командир полка), с 1940 года преподаватель академии. С июня 1941 года — начальник артиллерии Ленинградского корпуса ПВО, полковник.
Участвовал в обороне Ленинграда, с апреля 1943 года — заместитель командира Ленинградской армии ПВО. С апреля 1944 года служил в Войске Польском, полковник и заместитель командира артиллерии ПВО 1-й армии Войска Польского, с 11 сентября — командир артиллерии ПВО той же армии. В ноябре 1944 года решением Президиума Государственного народного совета произведён в бригадные генералы Войска Польского, позже решением Совета Народных Комиссаров СССР произведён в генерал-майоры артиллерии РККА. С октября 1945 года — командир Учебного центра артиллерии и гарнизона Торуни до августа 1946 года. С конца октября 1946 года — заместитель Главного инспектора артиллерии ПВО Войска Польского, начальник ПВО Вооружённых сил Польши, с 20 марта 1947 года инспектор артиллерии ПВО Войска Польского. Вернулся в СССР в ноябре 1947 года, в отставке с 1953 года.

## Награды
- Орден Ленина (дважды)
- Орден Красного Знамени
- Орден Отечественной войны I степени
- Командорский крест Ордена Возрождения Польши (1945)
- Орден «Крест Грюнвальда» III степени (11 мая 1945) — решение Президиума Государственного народного совета от 11 мая 1945 года «за героические усилия и действия, проявленные в борьбе с немецкими захватчиками»[4][5]
- Крест Храбрых
- Золотой Крест Заслуги (1946)